# Бугай, Сергей Иванович
Серге́й Ива́нович Буга́й (укр. Сергій Іванович Бугай; род. 29 сентября 1972, Николаев) — украинский футболист, защитник. Мастер спорта.

## Футбольная биография
Начинал играть в футбол в николаевском ДЮСШ «Судостроитель». В составе «Судостроителя» дебютировал в 16-летнем возрасте. Начинал как нападающий, но в начале 90-х годов тренер Леонид Колтун перевёл Сергея в оборону. В этот период Бугай сыграл в николаевской команде более 200 матчей, в которых более 80 раз выводил команду на поле с капитанской повязкой. Самым успешным для Бугая в составе «корабелов» стал сезон 1997/98, в котором СК «Николаев» с большим отрывом от второго места выиграл первую лигу. После этого успеха четверо лидеров николаевцев — Лавренцов, Бугай, Пономаренко и Забранский — были приглашены в криворожский «Кривбасс». После одного сезона в Кривом Роге выступал несколько лет в запорожском «Металлурге». На закате карьеры вернулся в МФК «Николаев».
В общей сложности в николаевской команде выходил на поле в 261 матче чемпионатов СССР и Украины в трёх лигах, забил 37 голов. В последнем сезоне обрел статус играющего тренера. В 2011 году полноценно вошёл в тренерский штаб «корабелов». В 2013 году, когда николаевскую команду возглавил Олег Федорчук, Бугай был вынужден покинуть расположение команды.
В 2014 году стал главным тренером любительской команды «Аграрник» из Великой Мечетни

## Стиль игры
Александр Двойнисюк, журналист газеты «Николаевские новости», так охарактеризовал футболиста: «…настоящий боец и лидер команды. … Удар сумасшедшей силы и отличная игра головой порой становятся неразрешимой проблемой для соперников. В пылу борьбы иногда зарабатывает „горчичники“»

## Достижения
СК «Николаев»
- Чемпион первой лиги Украины: 1997/98.

«Кривбасс»
- Бронзовый призёр чемпионата Украины: 1998/99.